# Deudorix baronica
Deudorix baronica är en fjärilsart som beskrevs av Ungemach 1932. Deudorix baronica ingår i släktet Deudorix och familjen juvelvingar. Inga underarter finns listade i Catalogue of Life.